# Nywa Winnyzja
PFK Nywa Winnyzja (ukr. ПФК Нива Вінниця) ist ein ukrainischer Fußballverein aus Winnyzja.

## Geschichte
Der Verein wurde am 16. April 1958 gegründet. Er entstand auf Initiative des Chefs der Süd-Westlichen Eisenbahn, Petro Krywonosso. Er sollte anfangs in Kiew entstehen, aber auf Drängen des damaligen Fußballverbandes der UdSSR wurde der Verein in Winnyzja ansässig. Als Grund gab der Verband an, dass es in Kiew schon genug Vereine gäbe und auch schon einen mit Namen Lokomotiw, der allerdings nur bis 1949 bestand.
Das Team bestand aus gebietsfremden Spielern. Deshalb wurde es erst argwöhnisch beäugt. Man spielte anfangs in der B-Klasse der Sowjetunion. Das Team bestand aus Spielern wie W. Trojanowskiy, A. Alexandrow, A. Molotaj, E. Kotelnikow, Wiktor Yun Cheng-Yang, Eugene Snitko, B. Lipsky, Michail Petrow, A. Konowalow, W. Kowylin und anderen.
Von 1958 bis 1964 und 1970 hatte man eine führende Position in der B-Klasse der Ukrainischen SSR-Liga, wurde zweimal Erster (1959, 1963), viermal Zweiter (1960, 1961, 1964, 1970) und zweimal Dritter (1958, 1962). In den Jahren 1965 bis 1969 spielte man in der A-Klasse und wurde dabei 1966 Vierter.
In den Jahren 1971 bis 1989 spielte der Verein in der 2. Liga der UdSSR, wobei man 1984 den 1. Platz belegte. Außerdem sprang zweimal der 2. Platz (1981, 1985) und einmal der dritte Platz (1983) heraus. Beste Torschützen dieser Zeit waren Pascha Kassanow und Sergei Schewtschenko, die es zusammen auf 127 Tore brachten. Kassanow absolvierte insgesamt 513 Spiele.
1992 war man Gründungsmitglied der 1. Liga der Ukraine, musste aber umgehend wieder absteigen. Nach dem sofortigen Wiederaufstieg hielt sich der Klub noch vier Jahre in der 1. Liga. Jedoch immer gegen den Abstieg spielend war man Ende 1997 wieder zweitklassig.
Zwischendurch kam 1996 der größte Erfolg mit dem Erreichen des Pokalfinales, das man aber mit 0:2 gegen Dynamo Kiew verlor. Durch die Finalteilnahme qualifizierte sich Nywa Winnyzja für den Europapokal der Pokalsieger, da Dynamo Kiew als ukrainischer Meister bereits für die Champions League qualifiziert war.
Ab 1997 spielte Nywa für acht Jahre in der 2. Liga. 2005 fusionierte der Verein mit dem FK Berschad und zog in dessen Stadt. Da der Klub mit finanziellen Problemen zu kämpfen hatte, wurde er zu Saisonbeginn mit neun Strafpunkten belegt. Am Ende sprangen dann magere vier Punkte heraus.
In der Saison 2006/07 wurde der Verein neu gegründet und begann bei den Amateuren in der 4. Liga unter dem Namen FK Nywa-Switanok. Nach einem Wiederaufstieg wurde der Name am 8. Juli 2008 in PFK Nywa Winnyzja geändert. 2009/10 gelang schließlich der Sieg im Ligapokal nach einem 4:0 gegen Hirnyk-Sport Komsomolsk.
Seit 2012 ist der Verein nicht mehr im Profifußball vertreten und spielt nicht mehr in der Professionalna Futbolna Liha Ukrajiny.
Am 21. Januar 2021 wurde Artur Zagorulko, ein Niva-Spieler, Präsident des Clubs. Danach wurde die Mannschaft von dem ehemaligen Torhüter Vladimir Tsitkin geleitet. Am 4. November 2021 verließ der Trainer den Verein und beendete die Zusammenarbeit im gegenseitigen Einvernehmen.

## Namensänderungen
- 1958: FK Lokomotiw Winnyzja
- 1978: FK Nywa Winnyzja
- 1999: FK Winnyzja
- 2003: FK Nywa Winnyzja
- 2005: FK Berschad
- 2006: FK Nywa-Switanok Winnyzja
- 2008: PFK Nywa Winnyzja

## 1. Liga
| Saison        | Platzierung |
| ------------- | ----------- |
| 1992 Gruppe A | 08. ↓       |
| 1993/94       | 10.         |
| 1994/95       | 14.         |
| 1995/96       | 15.         |
| 1996/97       | 016. ↓      |

## Erfolge
- Ukrainischer Pokal
  - Finalist 1996
- Ukrainischer Ligapokal
  - Sieger 2010
- Ukrainische 2. Liga
  - Meister 1992/93

## Europapokalbilanz
| Saison  | Wettbewerb                  | Runde         | Gegner            | Gesamt    | Hin     | Rück    |
| ------- | --------------------------- | ------------- | ----------------- | --------- | ------- | ------- |
| 1996/97 | Europapokal der Pokalsieger | Qualifikation | JK Tallinna Sadam | (a)2:2(a) | 1:2 (A) | 1:0 (H) |
| 1996/97 | Europapokal der Pokalsieger | 1. Runde      | FC Sion           | 0:6       | 0:2 (A) | 0:4 (H) |

Gesamtbilanz: 4 Spiele, 1 Sieg, 3 Niederlagen, 2:8 Tore (Tordifferenz −6)